# 東長沼
東長沼（ひがしながぬま）は、東京都稲城市の町名である。郵便番号は206-0802。

## 地理
東長沼は、旅客駅である稲城駅（京王相模原線）や稲城長沼駅（南武線）がそれぞれ所在し、また稲城市役所も当町内に所在する。当町は北は多摩川から真中に南武線、京王線や三沢川が横切り、南は多摩丘陵（東京よみうりカントリークラブ付近）まで南北にやや細長く延びる区域であり、また西方の多摩カントリークラブ付近に当町の飛び地として離れている。当町の周辺では東側に押立や矢野口、西側に大丸や百村と市内の町名（大字）と隣接する他、北側一部は多摩川を越えて東京都の府中市、南側一部は多摩丘陵を境に神奈川県川崎市麻生区ともそれぞれ隣り合う。googleマップ 稲城市東長沼

## 歴史
- 1878年（明治11年）11月18日 - 郡区町村編制法施行により神奈川県南多摩郡東長沼村となる。元の村名は長沼村だったが、同じ南多摩郡内に同名の長沼村（後に西長沼村に改称。現 八王子市長沼町）があったため、同名の回避のために東長沼村とした。
- 1889年（明治22年）4月1日 - 町村制施行。東長沼村が他の各村（矢野口村・大丸村・百村・坂浜村・平尾村）と合併して稲城村となり、町名（大字）区域新設により大字東長沼を設立。
- 1893年（明治26年）4月1日 - 南多摩郡が神奈川県から東京府の管轄に変更され、東京府南多摩郡稲城村大字東長沼となる。
- 1943年（昭和18年）7月1日 - 東京都制施行により、東京都南多摩郡稲城村大字東長沼となる。
- 1957年（昭和32年）4月1日 - 町制施行により、南多摩郡稲城町大字東長沼となる。
- 1971年（昭和46年）11月1日 - 市制施行により、稲城市東長沼となる。

## 世帯数と人口
2017年（平成29年）12月1日現在の世帯数と人口は以下の通りである。
| 大字   | 世帯数    | 人口     |
| ------ | --------- | -------- |
| 東長沼 | 6,281世帯 | 13,772人 |

## 小・中学校の学区
市立小・中学校に通う場合、学区は以下の通りとなる
| 番地 | 小学校                 | 中学校                 |
| --- | ---------------------- | ---------------------- |
| 820～830番地、858～877番地、909～1028番地 1197～1201番地、1213～1227番地、1257番地 1259～1266番地、1299～1310番地、1364～1381番地 1425番地、1427～1428番地、1432～1438番地 1471～1755番地、2031番地、2112番地、2125番地 2128～2133番地  | 稲城市立稲城第一小学校 | 稲城市立稲城第三中学校 |
| 1258番地 | 稲城市立稲城第一小学校 | 稲城市立稲城第四中学校 |
| 1041～1078番地、1089～1123番地、1130～1170番地 1173～1174番地、1193番地、1195～1196番地 1896～1917番地、1921～1950番地、1953～2027番地 2030番地、2100～2110番地、2113～2114番地 2116～2124番地、2126～2127番地、3101～3108番地 3135番地 | 稲城市立稲城第三小学校 | 稲城市立稲城第一中学校 |
| 167～179番地、257～264番地、268～387番地 591～820番地、831～859番地、861番地、876番地 878～909番地、911番地、1202～1212番地、1214番地 1227～1257番地、1265～1299番地、1310～1364番地 1380番地、1382～1425番地、1439～1470番地 3755番地  | 稲城市立稲城第四小学校 | 稲城市立稲城第四中学校 |
| 521～524番地、539番地、542番地、544～545番地 548～551番地、572～582番地、1030～1040番地 1046番地、1079～1086番地、1088番地 1124～1129番地、1173～1174番地、1177番地 1179～1182番地                                                      | 稲城市立稲城第六小学校 | 稲城市立稲城第一中学校 |
| 1～166番地、183～256番地、265～266番地、275番地 388～520番地、525～538番地、541番地 552～570番地、585～590番地、2989～3002番地 | 稲城市立稲城第六小学校 | 稲城市立稲城第四中学校 |
| 3109～3115番地 | 稲城市立南山小学校     | 稲城市立稲城第一中学校 |

## 交通

### 道路
- 東京都道
  - 9号川崎府中線（川崎街道）
  - 19号町田調布線（鶴川街道・南多摩尾根幹線）
- 稲城市道[5]　-　当町を通る市道名称として以下が存在する。
  - 市役所通り
  - 三沢川さくら通り
  - 本郷根方通り
  - 第四文化センター通り
  - いちょう並木通り
  - 鶴川街道（市道区間）

### 鉄道
- 京王相模原線稲城駅
- JR南武線稲城長沼駅
- この他にJR武蔵野線の貨物線（武蔵野南線）が、当町南部の丘陵内で生田トンネルを縦断している。

### バス
- 稲城市コミュニティバス「iバス」の市内循環路線（Aコース・Bコース。行き先は矢野口駅や南多摩駅（共にJR南武線）など）や南多摩駅・よみうりランド路線（Dコース・Eコース。稲城長沼駅経由）がいずれも稲城駅を廻り、当町内では尾根幹線や市道のいちょう並木通りなどを走行し、またD・Eコースは市役所通りも通る[6] 。なお、稲城駅バスロータリーからは京王電鉄バスや小田急バスも発着（または経由）しているが、当町内には概ね走行していない（同駅からの両社バス等の行き先については「稲城駅#バス路線」を参照）。

## 教育
- 稲城市立稲城第一小学校
  - 当町内に第一小学校が所在するが、当町からは一部のみが同小学校への通学区域であり、それ以外は（いずれも稲城市立である）稲城第三小学校（大丸）、稲城第四小学校（押立）、稲城第六小学校（大丸）、南山小学校（矢野口）へのそれぞれの通学区域と分かれている[7]。

## 通過する河川
- 三沢川（多摩川水系の支流である一級河川）

## 施設
- 稲城市役所
- 稲城市第四図書館
- 多摩中央警察署東長沼駐在所
- 稲城長沼郵便局
- 稲城押立郵便局

## その他

### 警察
警察の管轄区域は以下の通りである。なお、再開発地区があるため詳細番地が未定部分がある。
| 番・番地等 | 警察署         | 交番・駐在所 |
| --- | -------------- | ------------ |
| 1番地～163番地、183番地～256番地、265番地、266番地、275番地（枝番で区分け）、388番地～590番地、1030番地～1193番地、1899番地～2025番地、2989番地～3002番地 | 多摩中央警察署 | 大丸交番     |
| 735番地～739番地、751番地～794番地、799番地～810番地、837番地～856番地、878番地～909番地、935番地～939番地、943番地（枝番で区分け）、945番地（枝番で区分け）、947番地～1023番地、972番地（枝番で区分け）、1700番地～1742番地                                                                   | 多摩中央警察署 | 矢野口交番   |
| 167番地～179番地、257番地～264番地、269番地～384番地〔275番地（枝番で区分け）〕、592番地～733番地、749番地、798番地、815番地～827番地、858番地～874番地、910番地～933番地、940番地～963番地、〔943番地（枝番で区分け）、945番地（枝番で区分け）〕、972番地（枝番で区分け）、1202番地～1611番地 | 多摩中央警察署 | 東長沼駐在所 |
| 2100番地～2133番地、3101番地～3115番地 | 多摩中央警察署 | 百村駐在所   |